# Гуґо Класон
Гуґо Класон (швед. Hugo Clason, 2 червня 1865 — 21 січня 1935) — шведський яхтсмен.
Срібний призер Олімпійських Ігор 1912 року в класі 12 метрів.